# The Sons of Odin
The Sons of Odin (рус. «Сыны Одина») — мини-альбом американской хеви-метал-группы Manowar, вышедший в 2006 году. Издание под названием «Immortal edition» включает в себя также DVD с видеоматериалом.

## Список композиций
1. «The Sons of Odin» (6:23)
2. «Gods of War» (7:49)
3. «Odin (Orchestral version)» (3:43)
4. «The Ascension (Live at Earthshaker Fest 2005)» (2:49)
5. «King of kings (Live at Earthshaker Fest 2005)» (4:21)

## Участники записи
- Эрик Адамс (Eric Adams) — вокал,
- Джоуи Де Майо (Joey DeMaio) — бас-гитара,
- Карл Логан (Karl Logan) — гитара,
- Скотт Коламбус (Scott Columbus) — ударные.